# Academia de Cinema de Pequim

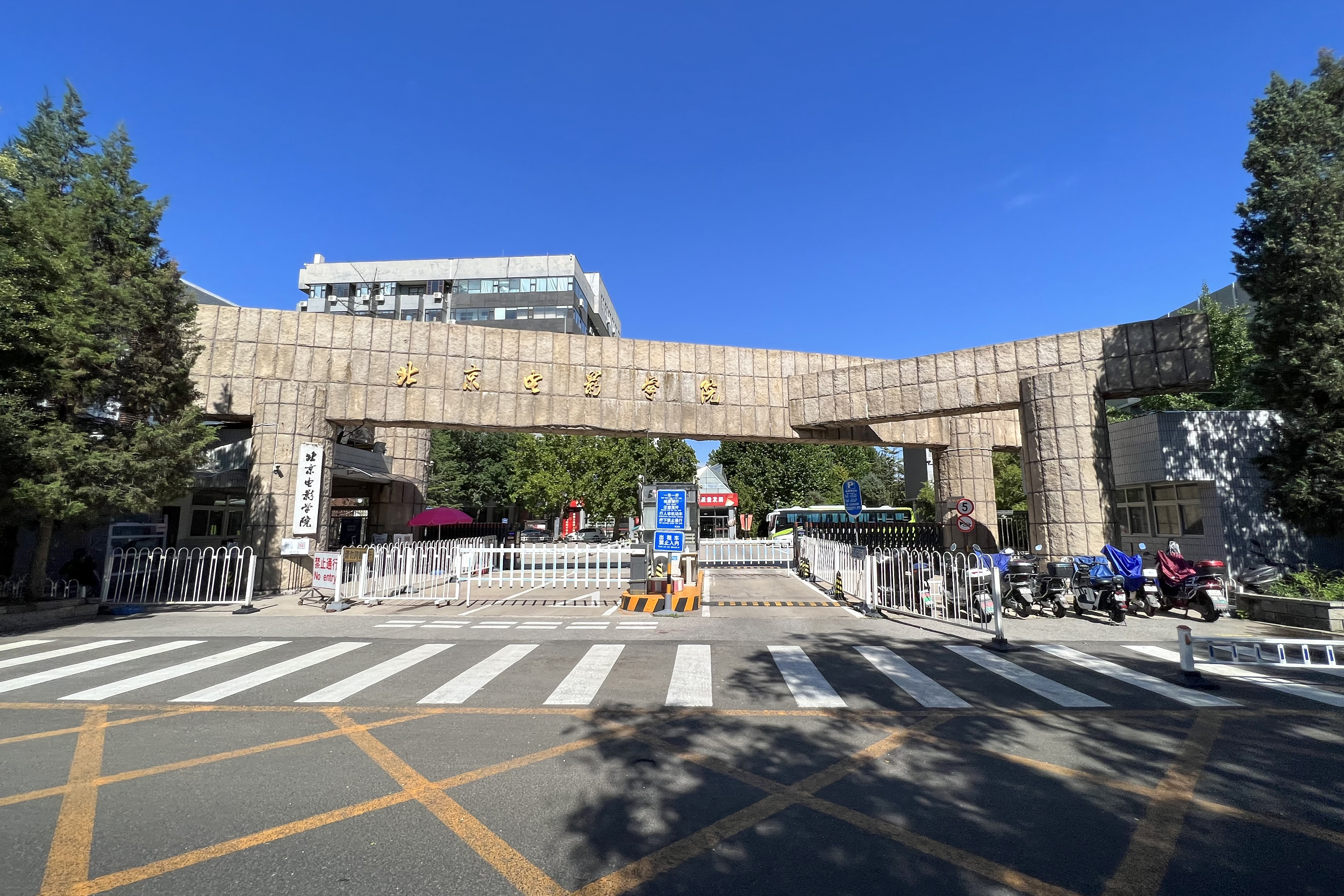
Portão principal

A Academia de Cinema de Pequim (BFA; chinês tradicional: 北京電影學院, chinês simplificado: 北京电影学院, pinyin: Běijīng Diànyǐng Xuéyuàn) é uma instituição de ensino superior pública e coeducacional na China. Fundada em 1950 e é considerada a maior e mais prestigiada escola de cinema da Ásia. A BFA oferece cursos em diversas áreas relacionadas ao cinema e à televisão, como direção, roteiro, fotografia, animação, som, produção e gestão. A instituição também tem uma escola internacional que oferece um bacharelado em artes plásticas em língua inglesa para estudantes estrangeiros. Alguns dos ex-alunos famosos da BFA são Zhang Yimou, Chen Kaige, Jia Zhangke e Feng Xiaogang.